# Arnaud Brocard
Pour les articles homonymes, voir Brocard.
Arnaud Brocard, né le 19 août 1986 à Dijon, est un footballeur français. Il est gardien de but.

## Biographie
Arnaud Brocard arrive au RC Lens en 2002. Il débute dans les équipes de jeunes, avant d'intégrer l'équipe réserve deux ans plus tard. Il y occupe une place de titulaire à partir de 2005, et prend part à une trentaine de matches par saison.
À l'aube de la saison 2008-2009, il devient gardien remplaçant, profitant du départ de Ronan Le Crom vers Grenoble. Le 9 septembre 2008, le jeune gardien profite de la sélection de Vedran Runje pour les éliminatoires de la coupe du monde 2010. Il dispute donc son premier match professionnel, lors du second tour de la Coupe de la Ligue, opposant Lens à Sedan (victoire lensoise 4-1). Avec la blessure de Runje, qui le prive des terrains pour tout le mois octobre 2008, Brocard étoffe ses statistiques avec l'équipe première, et connaît son premier match de championnat de Ligue 2 le 13 octobre. Face à Guingamp, il garde sa cage inviolée. Lors du mois d'octobre, Brocard prend part à trois autres matches. Runje se blessant une nouvelle fois en janvier 2009, Arnaud Brocard assure le court intérim. Annoncé partant, le club tarde à lui proposer un nouveau contrat. Avec l'arrivée du Tunisien Hamdi Kasraoui, son avenir au RC Lens est plié. Le 29 mai, il dispute son dernier match avec Lens, contre Dijon.
Libre de tout contrat, il est en contact avec plusieurs clubs belges dont Charleroi. En juillet 2009, il est sélectionné pour effectuer un stage d'avant-saison avec Valenciennes.
Le 3 août 2009, il signe en faveur du Paris FC, club de National pour la saison 2009-2010. Pour la première fois de sa carrière, Brocard obtient le statut de titulaire dans son club, statut qu'il perdra au profit de Vincent Demarconnay, que lui préfère le nouvel entraineur Jean-Luc Vannuchi.
C'est ainsi que le 5 janvier 2010, Arnaud Brocard signe à l'ESTAC à la suite de la blessure de la doublure de Quentin Westberg et d'Alan Mermillod. Il signe « pour retrouver le niveau qu'il avait à Lens ». Il s'engage avec le club troyen jusqu'en 2011.
Après avoir été remplaçant durant la durée de son contrat avec Troyes, le club décide de le laisser libre à l'issue de la saison 2010-2011.
Au début de la saison 2011-2012, il signe à Valenciennes où il sera une des doublures de Nicolas Penneteau. Il n'est pas renouvelé à l'issue de son unique saison dans ce club.

## Palmarès
- Champion de France de Ligue 2 en 2009 avec le Racing Club de Lens

## Statistiques
| Saison                | Club                  | Championnat           | Championnat | Championnat | Coupe nationale | Coupe nationale | Coupe de la Ligue | Coupe de la Ligue | Total | Total |
| Saison                | Club                  | Division              | M.          | B.          | M.              | B.              | M.                | B.                | M.    | B.    |
| 2008-2009             | RC Lens               | Ligue 2               | 8           | 0           | 1               | 0               | -                 | -                 | 9     | 0     |
| 2009-2010             | Paris FC              | National              | 13          | 0           | 1               | 0               | -                 | -                 | 14    | 0     |
| 2009-2010             | ES Troyes AC          | National              | 2           | 0           | -               | -               | -                 | -                 | 2     | 0     |
| 2010-2011             | ES Troyes AC          | Ligue 2               | 1           | 0           | -               | -               | -                 | -                 | 1     | 0     |
| 2011-2012             | Gap Hautes-Alpes FC   | CFA                   | 2           | 0           | -               | -               | -                 | -                 | 2     | 0     |
| 2011-2012             | Valenciennes FC       | Ligue 1               | -           | -           | -               | -               | -                 | -                 | 0     | 0     |
| Total sur la carrière | Total sur la carrière | Total sur la carrière | 29          | 1           | 2               | 1               | 2                 | 0                 | 33    | 2     |